# Pokinatcha
Pokinatcha è l'album di debutto della band pop punk statunitense MxPx. Uscito nel 1994, è l'unico lavoro del gruppo cui ha preso parte Andy Husted, che ha abbandonato gli MxPx subito dopo la sua pubblicazione. L'album fu apprezzato dai fan per il suo ritmo veloce e orecchiabile e per le sonorità tipicamente punk.
Il nome “Pokinatcha” deriva dalla pubblicità di un dolciume, il cui slogan recitava “poking at you” (traducibile in italiano più o meno con “ti colpisce”): la parola “poking” fu abbreviata in “pokin”, mentre “at you” fu trasformato, sulla base di un'assonanza, in “atcha”.

## Elenco delle tracce
Tutte le canzoni sono state scritte da Mike Herrera
- 1. "Anywhere But Here" – 3:25
- 2. "Weak" – 3:02
- 3. "Want Ad" – 1:23
- 4. "Realize" – 2:26
- 5 "Think Twice" – 1:52
- 6 "Unopposed" – 2:26
- 7 "The Aspect" – 2:50
- 8 "Ears to Hear" – 2:49
- 9 "Bad Hair Day" – 1:52
- 10 "Too Much Thinking" – 3:41
- 11 "PxPx" – 1:04
- 12 "Time Brings Change" – 2:25
- 13 "Jars of Clay" – 2:18
- 14 "High Standards" – 2:21
- 15 "Another Song About TV" – 1:40
- 16 "Twisted Words" – 2:16
- 17 "Walking Bye" – 1:48
- 18 "No Room" – 2:01
- 19 "Jay Jay's Song" – 1:55
- 20 "One Way Window" – 2:00
- 21 "Dead End" – 2:45

## Formazione
- Mike Herrera (voce e basso)
- Andy Husted (chitarra)
- Yuri Ruley (batteria)

### Altri contributi
- Brandon Ebel (voce di sottofondo)
- Aaron Sprinkle (voce di sottofondo)